# كولسة سفلي
كولسة سفلي هي قرية في مقاطعة سردشت، إيران. يقدر عدد سكانها بـ 714 نسمة بحسب إحصاء 2016.